# Google Keep
Google Keep là một dịch vụ ghi chú được bao gồm như một phần của bộ phần mềm văn phòng dựa trên web miễn phí được cung cấp bởi Google. Dịch vụ này cũng bao gồm Google Documents, Google Sheets, Google Slides, Google Drawings, Google Forms và Google Sites.
Google Keep khả dụng dưới dạng ứng dụng web cũng như ứng dụng dành cho thiết bị di động Android và iOS. Ứng dụng cung cấp nhiều công cụ để ghi chú, bao gồm văn bản, danh sách, hình ảnh và âm thanh. Văn bản từ hình ảnh có thể được trích xuất bằng cách sử dụng công nghệ nhận dạng ký tự quang học và có thể phiên âm được từ các bản ghi âm giọng nói. Giao diện cho phép xem chế độ một cột hoặc nhiều cột. Ghi chú có thể được mã hóa màu và có thể áp dụng nhãn cho tổ chức. Các bản cập nhật sau này đã thêm chức năng ghim ghi chú và cộng tác trên ghi chú cho những người sử dụng Google Keep.
Google Keep đã nhận được nhiều đánh giá. Một bài đánh giá ngay sau khi ra mắt vào năm 2013 khen ngợi tốc độ, chất lượng của ghi chú bằng giọng nói, đồng bộ hóa và tiện ích con có thể được đặt trên màn hình chính của Android. Các bài đánh giá khác vào năm 2016 đã chỉ trích việc thiếu các tùy chọn định dạng, không thể hoàn tác các thay đổi và giao diện chỉ cung cấp hai chế độ xem mà cả hai đều không được thích để xử lý các ghi chú dài. Tuy nhiên, Google Keep lại nhận được lời khen ngợi về các tính năng bao gồm quyền truy cập thiết bị toàn cầu, tích hợp gốc với các dịch vụ khác của Google và tùy chọn chuyển ảnh thành văn bản thông qua nhận dạng ký tự quang học.
Google đã ngừng hỗ trợ cho dịch vụ Google Keep dành cho Chrome vào tháng 2 năm 2021, mặc dù bản thân Google Keep sẽ tiếp tục có thể truy cập được thông qua các ứng dụng khác và trực tiếp trong trình duyệt web.

## Tính năng
Google Keep cho phép người dùng tạo nhiều ghi chú, bao gồm văn bản, danh sách, hình ảnh và âm thanh. Người dùng có thể đặt lời nhắc, đó là tích hợp với Google Now với các lựa chọn về thời gián và địa điểm. Văn bản từ hình ảnh có thẻ được trích xuất bằng cách sử dụng công nghệ nhận dạng ký tự quang học. Bản ghi âm được tạo thông qua Google Keep sẽ được tự động phiên âm. Google Keep có thể thay đổi ghi chú văn bản vào trong danh mục. Người dùng có thể lựa chón chế độ xem một hoặc nhiều cột. Ghi chú có thể mã hóa màu với những lựa chọn là màu trắng, đỏ, cam, vàng, xanh lá cây, mòng két, xanh dương và xám.  Người dùng còn có thể nhấn vào nút "Sao chép tới Google Docs" để tự động sao chép tất cả văn bản vào tài liệu Google Docs mới, tạo ghi chú và danh sách qua giọng nói. Ghi chú có thể được phân loại bằng cách sử dụng nhãn bằng danh sách các nhãn trong thanh điều hướng của ứng dụng.

### Cập nhật
Vào tháng 11 năm 2014, Google đã giới thiệu tính năng hợp tác ghi chú theo thời gian thực giữa những người sử dụng khác nhau, cũng như tính năng tìm kiếm được xác định bởi các thuộc tính, chẳng hạn như màu sắc, trạng thái chia sẻ hoặc loại nội dung trong ghi chú. Tháng 10 năm 2016, Google đã cập nhật thêm khả năng ghim ghi chú cho người dùng. Tháng 2 năm 2017, Google đã tích hợp Google Keep với Google Docs, cung cấp quyền truy cập vào ghi chú khi sử dụng Google Docs trên web. Trợ lý Google trước đây có thể duy trì danh sách mua sắm trong Google Keep. Tính năng này đã được Google chuyển sang Google Express vào tháng 4 năm 2017, dẫn đến việc mất tính năng nghiêm trọng. Tháng 7 năm 2017, Google đã cập nhật tính năng mới phiên bản Google Keep trên Android là cho phép người dùng hoàn tác và làm lại các thay đổi trước.